# Josef Krämer
Josef Krämer (Gelsenkirchen, 4 maggio 1878 – 20 gennaio 1954) è stato un tiratore di fune, ginnasta e altista tedesco.

## Biografia
Ha partecipato ai giochi olimpici di Atene di 1906, dove ha vinto la medaglia d'oro nel tiro alla fune con la squadra tedesca, battendo la squadra greca.
Ha partecipato anche alla gara di atletica del salto in alto, ed alle gare di ginnastica del concorso individuale (5 eventi), del concorso individuale completo e del concorso a squadre completo.
Nella edizione dei giochi di Londra del 1908 ha partecipato alla gara di ginnastica con il concorso individuale completo.

## Palmarès
In carriera ha conseguito i seguenti risultati:
- Giochi olimpici

Atene 1906: oro nel tiro alla fune.